# Ernő Verebes

Ernő Verebes um 1928 auf einer Fotografie von Alexander Binder

Ernő Verebes (auch Ernst Verebes; * 6. Dezember 1902 in New York City; † 13. Juni 1971 in Los Angeles) war ein Schauspieler und Sänger, der zeitweise in Ungarn, Deutschland und den USA lebte und arbeitete.

## Leben und Werk
Ernő Verebes wurde zwar Anfang des vergangenen Jahrhunderts in New York geboren, doch kehrte seine als Einwanderer in die USA gekommene Familie 1914 nach Ungarn zurück. Nach einer Ausbildung an der Theater-Akademie in Budapest und Auftritten als Bühnendarsteller startete Verebes 1922 in dem Film A hetedik Fatyol seine Karriere als Filmschauspieler. Schon bald wurde er (unter dem Namen Ernst Verebes) auch in deutschen Stummfilmen ein gefragter und beliebter Protagonist. 1928 war Verebes in dem großformatigen Buch Filmkünstler. Wir über uns selbst vertreten. In einem amüsanten Beitrag bekannte er: „Eleganten Humor im Film zum Ausdruck zu bringen, die Leute dazu zu bringen, dass ein herzliches Gelächter aus ihren perlenweißen Chlorodontzähnen dringt, halte ich für meine Aufgabe im Film.“
Verebes war einer jener Darsteller, die aufgrund ihrer Stimme und Ausstrahlung den Übergang zum Tonfilm nahtlos bewältigten. Er war in der Folgezeit in zahlreichen Musik- und Unterhaltungsfilmen zu sehen, u. a. in Va Banque (an der Seite von Gustaf Gründgens und Lil Dagover), der Filmoperette Das Blaue vom Himmel (Musik Paul Abraham, Drehbuch Billy Wilder), der Komödie Geheimnis der roten Katze und den Operettenverfilmungen Gräfin Mariza (Musik Emmerich Kálmán), Viktoria und ihr Husar und Die Blume von Hawaii (Musik jeweils Paul Abraham). Bis 1933 folgte Film auf Film, dann musste der Schauspieler nach der Machtübergabe an die Nationalsozialisten emigrieren. Er ging in sein Geburtsland USA und konnte dort unter seinem alten Namen Ernő Verebes weiter beim Film arbeiten, allerdings meist in kleineren Rollen. Er erreichte nie mehr die Beliebtheit, derer er sich in Europa erfreut hatte. War Verebes in Deutschland und Ungarn oft in der Rolle des Adeligen oder des Offiziers zu sehen, so wurde er jetzt oft als typischer Deutscher oder gar als SS-Offizier besetzt. Eine Ausnahme bildete seine Rolle als Inspizient in Ernst Lubitschs Film Sein oder Nichtsein.
Im September 1945 erhielt Ernő Verebes die Nachricht, dass seine Mutter Margit Verebes und seine Schwester Emmy Verebes 1944 in einem Internierungslager in Budapest während eines Luftangriffs der Alliierten getötet worden waren. Dies war besonders tragisch, da ihnen als amerikanischen Staatsbürgern die Deportation erspart geblieben war.
Nach dem Zweiten Weltkrieg drehte Verebes weiter in Unterhaltungsfilmen, allerdings wurden die Rollen immer bescheidener. So spielte er 1952 in der Verfilmung der Operette Die lustige Witwe (Musik: Franz Lehár) einen Ober, ohne in der Liste der Schauspieler aufgeführt zu werden. Ähnlich ging es ihm 1953 in der Rolle des Prof. Alligari in Houdini, der König des Varieté. Er zog die Konsequenz und zog sich im Alter von nur 51 Jahren von der Filmarbeit zurück. Immerhin konnte er auf die beeindruckende Bilanz von gut 140 Filmrollen zurückblicken. Seine letzten Lebensjahre verbrachte er, vom Filmgeschäft zurückgezogen, in Woodland Hills, Los Angeles.

## Filmografie (Auswahl)
- 1922: Der siebente Schleier (A hetedik Fatyol)
- 1925: Qualen der Nacht
- 1925: Der Mann im Sattel
- 1925: Gräfin Mariza
- 1926: Dürfen wir schweigen?
- 1926: Die lachende Grille
- 1926: An der schönen blauen Donau
- 1926: Der Veilchenfresser
- 1926: Die Frau in Gold
- 1926: Die dritte Eskadron
- 1927: Der Bettelstudent
- 1927: Bigamie
- 1927: Die letzte Nacht
- 1927: Im Luxuszug
- 1927: Der Geisterzug
- 1928: Dorine und der Zufall
- 1928: Die Zirkusprinzessin
- 1929: Kameradschaftsehe
- 1929: Mädchen am Kreuz
- 1929: Der schwarze Domino
- 1929: Das Land ohne Frauen
- 1929: Die Konkurrenz platzt!
- 1929: Der Erzieher meiner Tochter
- 1930: Zapfenstreich am Rhein
- 1930: Va Banque
- 1930: Die große Sehnsucht
- 1930: Das Lied ist aus
- 1930: Delikatessen
- 1930: Die Czikosbaroneß
- 1930: Va banque
- 1930: Tingel-Tangel
- 1930: Ein Tango für Dich
- 1930: Die große Sehnsucht
- 1930: Die Marquise von Pompadour
- 1931: Zwei in einem Auto
- 1931: Die verliebte Firma
- 1931: Das Geheimnis der roten Katze
- 1931: Viktoria und ihr Husar
- 1931: Um eine Nasenlänge
- 1931: Der Tanzhusar
- 1931: Trara um Liebe
- 1931: Die Faschingsfee
- 1931: Walzerparadies
- 1931: Wenn die Soldaten
- 1931: Jeder fragt nach Erika
- 1931: Mein Herz sehnt sich nach Liebe
- 1932: Es wird schon wieder besser
- 1932: Gräfin Mariza
- 1932: Das Blaue vom Himmel
- 1932: Es geht um Alles
- 1932: Die verliebte Firma
- 1932: Es war einmal ein Walzer
- 1932: Traum von Schönbrunn
- 1933: Die Blume von Hawaii
- 1933: Es war einmal ein Musikus
- 1934: Ende schlecht, alles gut
- 1935: Ez a villa eladó
- 1935: Kleine Mutti
- 1935: 4½ Musketiere
- 1935: Katharina die Letzte
- 1938: A Desperate Adventure
- 1940: Bitter Sweet
- 1940: Dance, Girl, Dance
- 1941: Die Unvollendete (New Wine)
- 1942: Sabotageauftrag Berlin (Desperate Journey)
- 1942: Sein oder Nichtsein (To Be Or Not to Be)
- 1943: The Strange Death of Adolf Hitler
- 1943: Gefährliche Flitterwochen (Above Suspicion)
- 1944: None Shall Escape
- 1944: The Hitler Gang
- 1944: The Climax
- 1946: Tangier
- 1947: Ich kann mein Herz nur einmal verschenken (Northwest Outpost)
- 1947: Kalkutta (Calcutta)
- 1947: Meine bessere Hälfte (Dear Ruth)
- 1949: Sumpf des Verbrechens (Scene of the Crime)
- 1949: Der große Liebhaber (The Great Lover)
- 1949: Aufruhr in Marokko (Outpost in Morocco)
- 1949: Der Agent aus der Hölle (Alias Nick Beal)
- 1950: Flammendes Tal (Copper Canyon)
- 1950: Captain Carey, U.S.A.
- 1950: Inspektor Goddard (Appointment with Danger)
- 1951: Zu jung zum Küssen (Too Young to Kiss)
- 1952: Die lustige Witwe (The Merry Widow)
- 1952: Liebe, Pauken und Trompeten (Stars and Stripes Forever)
- 1953: Eine Leiche auf Rezept (Remains to bei Seen)
- 1953: Der Gehetzte (The Juggler)
- 1953: Starr vor Angst (Scared Stiff )
- 1953: Houdini, der König des Varieté (Houdini)